# Het stuntmannensyndicaat
Het stuntmannensyndicaat is een  verhaal uit de Jerom-stripreeks. Het verscheen in 1974.

## Locaties
- kelder, Morotariburcht, bouwvallige villa, dorp

## Personages
- Jerom, Odilon, professor Barabas, tante Sidonia, president Arthur, gemaskerde mannen, dokter Skalpell[1], patiënt, politieagenten, dorpelingen, Juul, Mike Holden (Amerikaanse afgevaardigde Morotari), leden Morotari, stuntmannensyndicaat

## Het verhaal
Gemaskerde mannen willen achter het geheim van de Gouden Stuntman komen. Odilon voelt zich niet serieus genomen en vliegt met de motor van Jerom door de Morotariburcht. Hierdoor valt Arthur met het archief van de Morotari, hij heeft er maanden aan gewerkt. Odilon moet alles oprapen en wordt naar de torenkamer gestuurd. Hij bindt lakens aaneen en ontsnapt. Buiten de burcht ziet hij een gemaskerde man. Odilon gaat weg en wordt door de gemaskerde man gevolgd. Hij waarschuwt dat een groep gevaarlijke personen achter Jerom aanzit. Odilon is onverschillig en gaat verder zonder zijn vrienden te waarschuwen. De volgende ochtend ontdekt Arthur dat Odilon verdwenen is. De vrienden bespreken de verdwijning en dan wordt aangebeld. Een dokter komt met een patiënt die achtervolgingswaanzin heeft. Hij kan alleen gerustgesteld worden in de buurt van zeer krachtige personen. Jerom laat zien hoe sterk hij is en de patiënt blijft overnachten.
's Nachts brengt de patiënt Jerom in slaap met slaapgas en neemt hem mee in een auto. Bij de grensstreek is een controle, maar de auto rijdt hierdoorheen. Ze komen bij een bouwvallige villa en Odilon ziet hoe Jerom wordt binnengebracht. Het syndicaat vraagt wat het geheim van Jerom is en hij verklaart dat er geen geheim is. Dan zien de mannen Odilon en hij wordt samen met Jerom vastgebonden en in de kelder opgesloten. Een van de mannen komt de kelder binnen en maakt Jerom en Odilon los. Ze vluchten in een auto en worden door gemaskerde mannen achtervolgd. Ze komen bij de Morotariburcht en de situatie wordt besproken. Mike Holden neemt het woord, maar dan horen de aanwezigen een ontploffing en de gemaskerde mannen dringen door de poort van de burcht. De mannen zeggen dat de burcht ondermijnd is en dreigen het op te blazen als Jerom niet mee gaat. Dan roept een van de gemaskerde mannen dat de ontsteking in de wijnkelder van president Arthur ligt.
Odilon gaat hier snel naar toe en samen met Jerom vinden ze de ontsteking in een wijnvat. Ze kunnen voorkomen dat de burcht wordt opgeblazen en de Morotari kunnen het syndicaat verslaan. Ze zien dokter Skalpell, die in werkelijkheid James Brown blijkt te heten. Hij is voorzitter van het Amerikaanse Stuntmannensyndicaat. Ze moeten allerlei waaghalzerij uithalen voor film en tv en hoorden over de Gouden Stuntman. Ze dachten dat er een geheim moest zijn en waren verblind doordat hun stunts niets voorstellen vergeleken met die van Jerom. Als straf zullen de stuntmannen een maandlang les krijgen van Jerom en daarna mogen ze naar huis. Niemand weet echter wie de verrader onder de gemaskerde mannen was: de schrijver van het verhaal, de kandidaatspresident voor het voorzitterschap of iemand anders.